# Chiesa delle Cappuccine di Castello
La Chiesa della Concezione della Vergine delle Cappuccine di Castello (dette anche un tempo le Concette) e gli annessi monastero e collegio era un complesso situato nell'area ora dei Giardini della Biennale di Venezia.

## Storia
Il convento fu fondato nel 1668 per volere del senatore Francesco Vendramin che desiderava esistesse un collegio per educare giovani patrizie in condizione di povertà. L'incarico della sua costituzione fu affidato alla cappuccina Lucia Ferrari da Reggio Emilia (1603–1682) che aveva già avuto modo di istituire collegi simili a Guastalla, Mantova e nella vicina Treviso. Proprio durante la costituzione del collegio trevigiano si rese nota a Venezia recandovisi talvolta ospite dei nobili Bressa. Suor Ferrari tornò da Guastalla assieme a Paola Maria Gridonia Malatesta (1630–1708), che le farà da vicaria e dopo la morte le succederà come superiora, e un'altra suora rimanendo ospiti del Vendramin in attesa dell'autorizzazione del Senato. Infine si trasferirono nell'ampio palazzo, appositamente acquistato, ottenendo la concessione del patriarca Giovan Francesco Morosini a istituirvi un oratorio per le preghiere quotidiane. Inizialmente il collegio era abitato da cinque religiose e cinque educande. Dopo alcuni mesi di grave crisi, dovuta al fatto che una dolorosa podagra impediva al Vendramin di occuparsi direttamente dell'istituzione e il suo incaricato ignorò la gestione economica dell'istituto, il senatore assegnò al convento una rendita perpetua atta a mantenere nove religiose e quindici educande e stabilì una dote di 1000 ducati valida sia che una giovane prendesse i voti o invece si maritasse.    

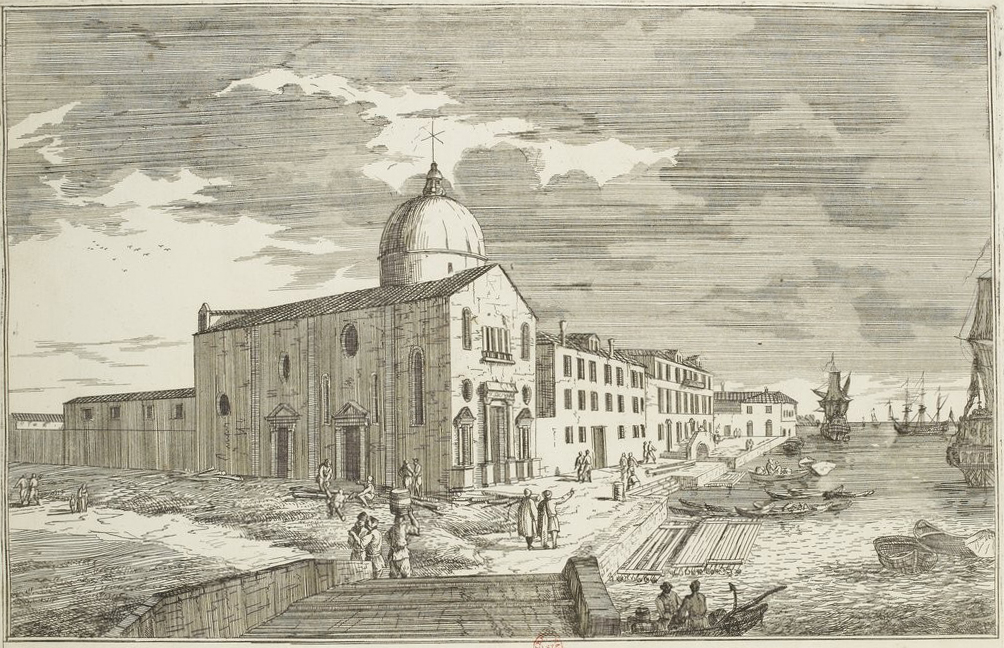
Luca Carlevarijs, Veduta della chiesa e spiaggia di San Nicolò di Castello, 1703. In secondo piano l'edificio, fronteggiato da un ponte, al cui angolo estremo verso il fondo era situata la chiesa delle Cappuccine.

Dopo la morte del Vendramin nel 1672 le religiose decisero di realizzare una chiesa all'interno del convento che fu consacrata dal patriarca Morosini nel 1675. Nel 1682 morì anche Lucia Ferrari in un collegio che aveva appena fondato a Parma. Le succedette per quarant'anni Paula Malatesta e, dopo la morte di questa, il collegio continuò la sua attività fino alla seconda occupazione francese.
Nel 1806 il Veneto fu annesso al Regno d'Italia e il decreto n. 54 del 9 aprile estese agli "Stati ex Veneti" quanto decretato l'anno precedente (8 giugno 1805 n. 45) riguardo alla riduzione dei conventi e alla concentrazione di monache e frati in un numero più esiguo di sedi. L'attuazione delle disposizioni non fu immediata per quanto riguarda le Cappuccine Concette che non erano state prese in considerazione nel decreto attuativo e nei suoi allegati (28 luglio 1806 n. 160). Così alla vigilia delle demolizioni il podestà di Venezia dovette chiedere chiarimenti al prefetto per l'Adriatico (13 dicembre 1808). Fu così che a monache ed educande fu ordinato di trasferirsi nel riattato convento di Ognissanti.
La chiesa, il monastero e il grande palazzo in cui erano inseriti, già passati nella disponibilità del demanio, furono demoliti tra il 1809 e il 1810 assieme alle altre chiese di San Domenico, San Nicolò e Sant'Antonio con i relativi monasteri. L'obiettivo di queste distruzioni era creare lo spazio necessario al sistema di viali e giardini progettato da Giannantonio Selva nel quadro del piano napoleonico di riorganizzazione della città.

## Descrizione

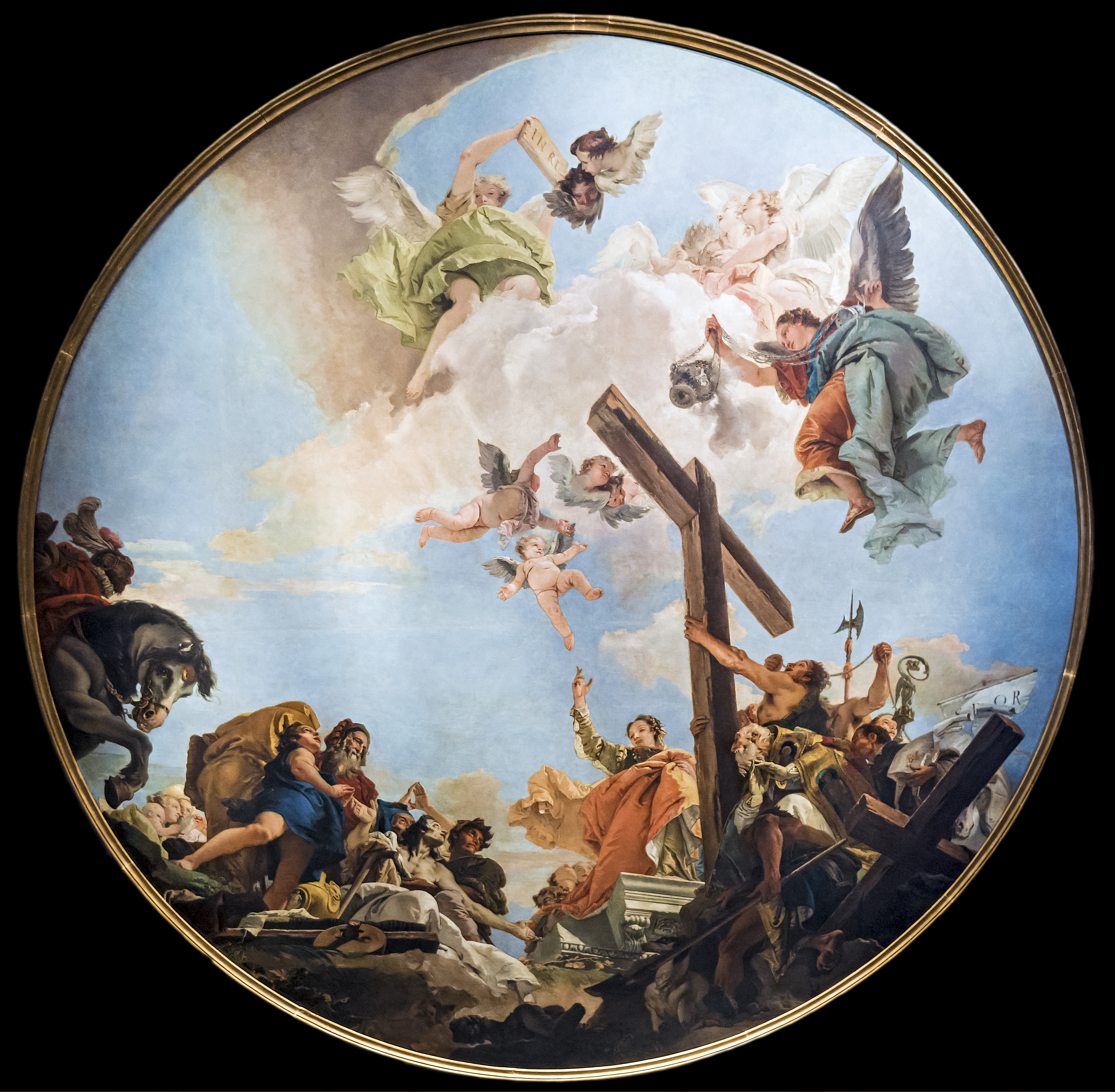
Giambattista Tiepolo, Esaltazione della Croce, Venezia, 1740/1745, olio su tela, 486x486 cm, Gallerie dell'Accademia.

Situata tra le chiese di San Nicolò e di Sant'Antonio, la struttura non rappresentava per sé alcuna evidenza architettonica da un punto vista religioso. Infatti era ricavata all'interno del grande complesso che ospitava l'Ospedale dei Marinai e il Seminario ducale e non ci è dato sapere per certo quanto grande fosse la porzione a uso collegio assegnatagli. Anche le sue rappresentazioni, quella di Lodovico Ughi – la prima in una mappa, che per quanto topograficamente precisa non aveva ancora potuto maturare una chiara codifica degli elementi urbani – ma anche nell'incisione di Francesco Zucchi per il Forestiere illuminato non riescono a conferire chiarezza né lo fanno l'incisione di Luca Carlevarijs nelle sue Fabriche (o una tela a lui attribuita) né la veduta di William Marlow (Basildon Park, Berkshire). E anche il rilievo dello "stato di fatto" disegnato dal Selva rende chiara soltanto la struttura del palazzo costruito a scavalcare uno scomparso canale. Resta solo noto che la chiesetta era situata nello spigolo meridionale del complesso.
Va detto che tuttavia la chiesa per quanto piccola era internamente impreziosita da diverse opere d'arte che nel Settecento la rendevano un luogo da segnalare per una visita. Lo Zanetti enumerò opere di Gregorio Lazzarini, Bartolomeo Litterini, Sebastiano Ricci e Giovanni Antonio Pellegrini, a cui aggiunse poi Giambattista Tiepolo e Gerolamo Mengozzi Colonna.
Si trattava per lo più di dipinti realizzati tra gli ultimi anni del Seicento e il primo decennio del Settecento. La prima fu forse la pala dell'unico altare realizzata dal Lazzarini a rappresentare la Concezione della Vergine con i santi Francesco e Chiara. Presumibilmente subito dopo intervenne il Litterini con i suoi cinque dipinti sulla Passione di Cristo: l'Orazione nell'orto, la Cattura di Cristo nell'orto, la Flagellazione di Cristo, l'Incoronazione con le spine e Cristo condotto al Calvario. Senz'altro al primo decennio del Settecento sono ascrivibili le opere del Ricci, appena tornato a Venezia: il Battesimo di Cristo, l'Ultima cena e divisa fra i due lati dell'arco presbiteriale l'Annunciazione. Contemporanea a queste era la Caduta della manna dipinta sul volto del presbiterio dall'allora giovane Pellegrini, opera descritta dallo Zanetti come già assai rovinata quarant'anni dopo. All'inizio del quinto decennio del Settecento si aggiunse la tela da soffitto di Giambattista Tiepolo con l'Invenzione della Croce (o come viene chiamata oggi l'Esaltazione della Croce e sant'Elena) attorniata dalle quadrature e decorazioni di Gerolamo Mengozzi Colonna.
Purtroppo la quasi totalità delle opere pittoriche risulta oggi distrutta o dispersa, di tutte l'unica opera che ci è giunta è quella del Tiepolo ora conservata alle Gallerie dell'Accademia (che fra l'altro ne possiedono anche il piccolo bozzetto).